# Coulomby
Coulomby é uma comuna francesa na região administrativa de Altos da França, no departamento de Pas-de-Calais. Estende-se por uma área de 10,26 km². Em 2010 a comuna tinha 754 habitantes (densidade: 73,5 hab./km²).